# Angela Kovács
Angela Anna Margareta Kovács Modin (folkbokförd Kovacs), född 23 maj 1964 i Uppsala, är en svensk skådespelare.

## Biografi
Angela Kovács far, som är ungrare, satt nio år i ryskt arbetsläger efter andra världskriget. När han släpptes fri flyttade han till Sverige. Angela Kovács föddes i Uppsala i stadsdelen Vaksala.
Hon studerade vid Teaterhögskolan i Göteborg 1987–1990. Efter studierna har hon varit engagerad vid Göteborgs Stadsteater, Helsingborgs Stadsteater samt Kungliga Dramatiska Teatern. Hon har även läst in ljudböcker.
Kovács TV-debuterade 1993 i serien Rederiet, där hon gjorde rollen som Olga. Hon kom 2002 att medverka i samma serie, då i rollen som en terapeut. Filmdebuten skedde 2001 i Daniel Linds Hans och hennes. 2005–2007 spelade hon kommissarie Wallanders (Krister Henriksson) kollega Ann-Britt Höglund i sammanlagt sju filmer. 2007–2008 och 2011 gjorde hon titelrollen i sammanlagt tolv filmer om Irene Huss, vilket är den roll hon är mest känd för.
Kovács är gift med skådespelaren Jan Modin och paret har två gemensamma barn.

## Teater

### Roller i urval
| År   | Roll             | Pjäs                                                                                           | Regi                      | Teater                                    |
| ---- | ---------------- | ---------------------------------------------------------------------------------------------- | ------------------------- | ----------------------------------------- |
| 1992 |                  | Trassel (Out of Order) Ray Cooney                                                              | Lars Amble                | Maximteatern                              |
| 2000 | Maureen          | Skönheten i byn (The Beauty Queen of Leenane) Martin McDonagh                                  | Margita Ahlin             | Helsingborgs stadsteater                  |
| 2002 | Regine Engstrand | Gengångare (Gengangere) Henrik Ibsen                                                           | Ingmar Bergman            | Dramaten                                  |
| 2008 | Solange          | Jungfruleken (Les Bonnes) Jean Genet                                                           | Katie Mitchell            | Dramaten                                  |
| 2010 | Hon              | En sommardag (Ein sommars dag) Jon Fosse                                                       | Gunnel Lindblom           | Dramaten                                  |
| 2012 | Arsinoé          | Misantropen (Le misanthrope) Molière                                                           | Eirik Stubø               | Dramaten                                  |
| 2013 | Marta Bernick    | Samhällets stöttepelare (Samfundets støtter) Henrik Ibsen                                      | Gunnel Lindblom           | Dramaten                                  |
| 2014 | Syster Eva       | Under belägring Marianne Lindberg De Geer                                                      | Marianne Lindberg De Geer | Dramaten                                  |
| 2017 | Sidonie          | Petra von Kants bittra tårar (Die bitteren Tränen der Petra von Kant) Rainer Werner Fassbinder | Sunil Munshi              | Dramaten                                  |
| 2019 | Hanna            | Backstage Emerson Berglund, Inger Edelfeldt och Kia Berglund                                   | Kia Berglund              | Kulturhuset Stadsteatern/ Teater Giljotin |
| 2022 |                  | Väninnan Eva Franchell                                                                         | Dennis Sandin             | Riksteatern/ Uppsala stadsteater          |
| 2024 | Diana            | Summer, 1976                                                                                   | Stefan Marling            | Playhouse Teater                          |

## Filmografi
- 1993 – Rederiet (TV-serie)
- 1998 – När karusellerna sover (TV-serie)
- 2000 – Sjätte dagen (TV-serie)
- 2001 – Hans och hennes
- 2001 – Kommissarie Winter (TV-serie)
- 2002 – Beck – Annonsmannen
- 2002 – Rederiet (TV-serie)
- 2003 – Paradiset
- 2003 – Belinder auktioner (TV-serie)
- 2003 – Berglunds begravningar (TV-serie)
- 2003 – Min jävla skugga
- 2004 – En del av mitt hjärta
- 2004 – Fem barn och ett sandtroll
- 2005 – Blindgångare
- 2005 – Kirikou och vilddjuren
- 2005 – Wallander – Innan frosten
- 2005 – Wallander – Byfånen
- 2005 – Wallander – Bröderna
- 2005 – Wallander – Mörkret
- 2005 – Wallander – Afrikanen
- 2006 – Wallander – Den svaga punkten
- 2006 – Wallander – Mastermind
- 2007 – Tatuerad torso
- 2007 – Den krossade tanghästen
- 2008 – Nattrond
- 2008 – Glasdjävulen
- 2008 – Eldsdansen
- 2008 – Guldkalven
- 2010 – Sammys äventyr – den hemliga vägen
- 2011 – Den som vakar i mörkret
- 2011 – Det lömska nätet
- 2011 – En man med litet ansikte
- 2011 – Tystnadens cirkel
- 2011 – I skydd av skuggorna
- 2011 – Jagat vittne
- 2011 – Solsidan (TV-serie)
- 2012 – Shoo bre
- 2013 – Morden i Sandhamn (TV-serie)
- 2016 – Springfloden (TV-serie)
- 2016 – Syrror (TV-serie) (Gästroll)
- 2024 – Helikopterrånet (TV-serie)

## Ljudboksuppläsningar (i urval)
- 2010 – Under jorden i Villette av Ingrid Hedström
- 2011 – Blodröd måne över Villette av Ingrid Hedström
- 2011 – Minnet av en smutsig ängel av Henning Mankell nominerad till Stora Ljudbokspriset 2012
- 2012 – Eldnatt av Yrsa Sigurdardottír
- 2012 – Kom ska vi tycka om varandra av Hans Koppel

2004 – Radioföljetongen Jane Eyre av Charlotte Brontë